# Condado de Perry (Kentucky)
O Condado de Perry é um dos 120 condados do Estado americano de Kentucky. A sede do condado é Hazard, e sua maior cidade é Hazard. O condado possui uma área de 887 km² (dos quais 1 km² estão cobertos por água), uma população de 29 390 habitantes, e uma densidade populacional de 33 hab/km² (segundo o censo nacional de 2000). O condado foi fundado em 1821.